# 2014 год в науке
2014 год был объявлен Организацией Объединённых Наций Международным годом кристаллографии.

## События

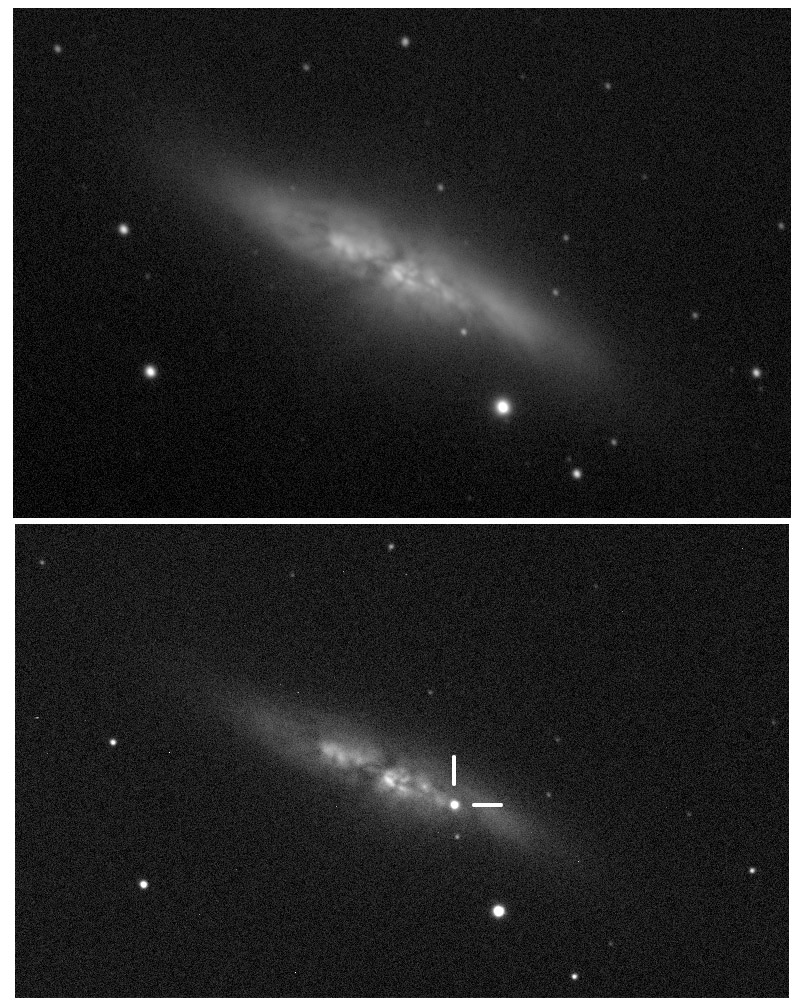
Вспышка сверхновой SN 2014J в галактике М82

- 2 января — в 04.50 по Гринвичу (08.50 мск) в атмосферу Земли над Атлантическим океаном вошёл и полностью разрушился пятиметровый астероид 2014 AA, обнаруженный утром 1 января американской обсерваторией Маунт-Леммон, став вторым после 2008 TC3 в истории астероидом, упавшим на Землю после его открытия[2].
- 21 января — президиум Российской академии наук поддержал выдвижение Международной космической станции на Нобелевскую премию мира[3].
- 23 января — в галактике M82, которую часто выбирают для наблюдений астрономы-любители, обнаружена сверхновая I типа SN 2014J[4].
- 28 апреля — Казахстан запустил третий космический спутник KazSat-3[5].
- 29 апреля — в Антарктиде наблюдалось кольцеобразное солнечное затмение. Частные фазы затмения также были видимы в Австралии и на некоторых островах Индонезии[6].
- 20 июня — в Чили началось строительство самого большого телескопа в мире[7].
- 9 сентября — опубликована статья об успешном синтезировании германена[8].

## Достижения

### Январь
- 5 января — группа астрофизиков обнаружила тройную систему звёзд PSR J0337+1715, строение которой позволяет с высокой точностью проверить сильный принцип эквивалентности Общей теории относительности Эйнштейна[9].
- 7 января — группа археологов из Пенсильванского университета обнаружила гробницу фараона Себекхотепа I[10].
- 8 января — ихтиологи из Американского музея естественной истории открыли 180 видов светящихся рыб[11].
- 11 января — в эоценовых отложениях бельгийского местечка Дормааль найдены останки Dormaalocyon latouri, древнейшего представителя отряда хищных млекопитающих[12].
- 12 января — в силурийских отложениях не менее 423 миллионов лет найдена Megamastax amblyodus, костная рыба длиной до метра, на 2014 год считается первым позвоночным хищником, специализирующимся на поедании других позвоночных[13].
- 13 января — учёные установили новые ограничения сверху на интенсивность гравитационно-волнового шума Вселенной в миллигерцовом диапазоне, использовав данные специально выбранных сейсмометров[14][15].
- 14 января — в Антарктиде под слоем льда обнаружена огромная долина, по размерам превышающая Гранд-Каньон в Колорадо[16].
- 16 января — Джозефом Вегнером[англ.] и группой археологов Пенсильванского университета была обнаружена гробница ранее неизвестного фараона Сенебкая[17].
- 20 января
  - Европейский космический зонд «Розетта», направляющийся к комете 67Р/Чурюмова-Герасименко, вошёл в рабочее состояние после двух с половиной лет спячки[18].
  - Опубликованы наблюдения китайских учёных за шаровой молнией, впервые удалось получить её спектр, заснять появление и эволюцию[19].
- 22 января
  - Бразильские зоологи обнаружили новый вид пресноводных дельфинов Inia araguaiaensis, обитающих в районе Амазонки[20].
  - Астрономы обнаружили вокруг карликовой планеты Цереры сгустки водяного пара[21].
- 23 января — исследователи из китайского Университета Цинхуа прочитали метагеном пекинского смога и обнаружили в нём фрагменты ДНК множества условно-патогенных микроорганизмов[22].
- 28 января — международная группа учёных прочитала часть генома штамма чумной палочки, датируемого VI веком нашей эры[23].
- 29 января — в Китае палеонтологи обнаружили новый вид титанозавров, получивший название Yongjinglong datangi[24].
- 30 января
  - Учёные Гарвардского университета совместно с компанией MITRE Corporation создали первый в мире нанопроцессор, который получил название nanoFSM[25].
  - В журнале Nature описан открытый учёными Гарварда и RIKEN новый способ получения[англ.] индуцированных стволовых клеток[26].

### Февраль
- 6 февраля
  - На Тасмании найден новый вид гигантской медузы[27].
  - Астрономы обнаружили самую древнюю звезду SMSS J031300.36-670839.3, известную на данный момент науке. Её возраст оценивается в 13,7 миллиардов лет[28].
- 12 февраля
  - После прочтения генома останков представителя культуры Кловис учёные выяснили, что все современные индейцы, живущие как в Северной, так и в Южной Америке, являются потомками представителей этой культуры[29].
  - Американскими астрономами составлена подробная карта Ганимеда[30].
- 26 февраля — коллектив учёных, работающих с данными телескопа «Кеплер», объявили об открытии 715 планет[31].

### Март
- 3 марта — антропологи выяснили, что речь неандертальцев была схожа с речью современных Homo sapiens[32].
- 17 марта — американские учёные из рабочей группы Гарвард-Смитсоновского центра астрофизики и телескопа BICEP2 на Южном полюсе объявили об обнаружении следов гравитационных волн. Таким образом, впервые были получены экспериментальные подтверждения хаотической теории инфляции[33].
- 20 марта — найден новый вид динозавров, получивший название Анзу[34].
- 21 марта — британские учёные представили Vantablack — самый чёрный материал в мире[35].
- 26 марта — старт космического корабля Союз ТМА-12М к международной космической станции[36].

### Апрель
- 4 апреля — учёные, изучающие данные с космического аппарата «Кассини», подтвердили, что в районе южного полюса спутника Сатурна Энцелад, под толстой ледяной корой существует водяной океан[37].
- 9 апреля — Академия технологий Финляндии[англ.] присудила премию «Технология тысячелетия» британскому учёному Стюарту Паркину в знак признания его открытий, позволивших тысячекратно увеличить ёмкость накопителей на магнитных дисках; размер премии составляет 1 млн евро[38][39].
- 18 апреля — учёные из Германии и Колумбии привели свидетельства в пользу принадлежности языка карабайо к тыкуна-юрийской семье[40].
- 23 апреля — американскими биологами расшифрован геном беркута, хищной птицы семейства ястребиных[41].
- 24 апреля — палеонтологи открыли самый древний вид птеродактилей, известный науке — Kryptodrakon progenitor[42].
- 25 апреля
  - С помощью телескопов WISE и Спитцер был обнаружен самый холодный коричневый карлик WISE J085510.83-071442.5, известный науке на данный момент; его температура поверхности составляет от минус 45 до минус 13 °C[43].
  - Международной группой биологов расшифрован геном мухи цеце[44].
- 30 апреля — впервые определён период вращения у экзопланеты β Живописца b: сутки на ней длятся около 8 часов[45].

### Май
- 1 мая
  - Учёные из Центра по изучению тяжёлых ионов им. Гельмгольца в Дармштадте подтвердили существование 117-го элемента, синтезировав 7 ядер[46].
  - Астрономы обнаружили шаровое скопление HVGC-1, удаляющееся от своей родной галактики M 87 со скоростью 50 тыс. километров в секунду[47].
  - Археологи в Оксиринхе нашли одно из самых ранних изображений Иисуса Христа, датируемое VI веком[48].
- 6 мая
  - В Марокко открыт новый вид пауков, получивший название Cebrennus rechenbergi[49].
  - В Таиланде биологи открыли три новых вида улиток[50].
- 7 мая — палеонтологи открыли новый вид динозавра Qianzhousaurus sinensis[51].
- 12 мая — в Германии завершено строительство самого крупного в мире стелларатора Wendelstein 7-X[52].
- 13 мая — археологи объявили об обнаружении Санта-Марии, флагманского корабля, на котором Христофор Колумб в 1492 году открыл Америку[53].
- 17 мая — в Аргентине палеонтологи обнаружили окаменевшие кости динозавра, которого считают самым большим найденным до сих пор существом, когда-либо ходившим по Земле[54].
- 18 мая — в Патагонии (Аргентина) учёные нашли новых представителей зауроподов раннего мелового периода[55].
- 20 мая — завершено строительство экспериментального термоядерного реактора Wendelstein 7-X[56].
- 22 мая
  - Генетики выделили три подвида горбатых китов; ранее выделялись лишь популяции[57].
  - Биологи из Австралии и Новой Зеландии пришли к выводу, что ближайшими родственниками птицы киви являются вымершие слоновые птицы[58].
  - На примере вспышки сверхновой SN 2013cu астрономам удалось установить, что сверхновые типа IIb происходят от класса звёзд Вольфа-Райе[59].
- 28 мая — старт космического корабля Союз ТМА-13М к международной космической станции[60].
- 30 мая — был представлен Dragon V2 — частный транспортный космический корабль компании SpaceX, предназначенный для доставки и возвращения людей на Международную космическую станцию[61].

### Июль
- 4 июля — открыта одна из самых холодных экзопланет — OGLE-2013-BLG-0341LB b. Температура на ней, предположительно, достигает минус 213 градусов по Цельсию[62].
- 7 июля — по результатам последних исследований отпечатки ног древних людей, найденные в пещере Чур-Избук (Румыния) ещё в 1965 году, оказались древнейшими следами в Европе[63].
- 9 июля — на примере сверхновой SN 2010jl астрономы выяснили, что процесс образования пыли после взрыва сверхновых делится на два этапа[64].
- 10 июля — в Австралии открыты новые виды сомообразных[65].
- 17 июля — астрономы из ЕКА обнаружили, что комета 67P/Чурюмова — Герасименко, вероятно, содержит два ядра[66].
- 18 июля — открыты две самые удалённые звезды, принадлежащие нашей галактике: ULAS J001535.72+015549.6 и ULAS J074417.48+253233.0; они находятся на расстоянии 775000 и 900000 световых лет от Земли соответственно[67].
- 20 июля — во время раскопок в северном Судане польские археологи обнаружили и остатки поселения, возрастом в 70 тысяч лет[68].
- 27 июля — учёными из Стэнфорда были созданы первые в мире самоохлаждающиеся солнечные батареи[69]
- 28 июля — с помощью данных, полученных аппаратом «Кассини», учёные открыли 101 действующий гейзер на Энцеладе, луне Сатурна[70].
- 29 июля
  - Опубликована статья о парадоксальном явлении в квантовой механике, получившим название Квантовый Чеширский кот, суть которого заключается в том, что квантовая система при определённых условиях может повести себя так, как если бы частицы и их свойства разделены в пространстве[71][72]. Другими словами, объект может быть отделён от своих собственных свойств[71].
  - Фармацевтическая компания GlaxoSmithKline начала третью фазу клинических испытаний новой вакцины RTS,S/AS01 от малярии[73].
- 30 июля — в результате исследования человеческого генома генетики выяснили, что только 8,2 % человеческой ДНК являются функциональными[74].
- 31 июля — с помощью телескопа «Хаббл» была открыта самая удалённая гравитационная линза IRC 0218, известная на данный момент науке[75].

### Август
- 6 августа
  - Космический зонд Rosetta после десятилетнего путешествия в Солнечной системе достиг кометы 67P Чурюмова-Герасименко и вышел на её орбиту[76]. При этом аппарат приблизился к ядру кометы на расстояние 100 км[77].
  - На телескопе VLT Survey Telescope в обсерватории Паранал в Чили получено детальное изображение галактики Мессье 33[78].
- 22 августа — запущены два спутника европейского проекта спутниковой системы навигации Галилео[79].
- 25 августа — космический аппарат «Новые горизонты», направляющийся к Плутону, пересёк орбиту Нептуна[80].

### Сентябрь
- Начал выходить основной обзор научных результатов Тэватрона (протон-антипротонного коллайдера)[81].
- 21 сентября — космический аппарат Maven успешно прибыл на орбиту Марса[82][83].
- 24 сентября — индийский зонд «Мангальян» успешно выведен на орбиту Марса[84].
- 26 сентября — старт космического корабля Союз ТМА-14М к Международной космической станции с экипажем в составе россиян Александра Самокутяева и Елены Серовой и американца Барри Уилмора[85].

### Октябрь
- 16 октября — Lockheed Martin сообщила о существенном технологическом прорыве, совершенном её исследователями в разработке компактного и мощного источника термоядерной энергии, сообщается на сайте компании. Предварительные результаты исследований свидетельствуют о возможности создания реакторов, работающих на слиянии лёгких ядер, мощностью около 100 мегаватт и размерами, сравнимыми с грузовиком. Размер существующих моделей примерно в десять раз больше[86].
- 17 октября — британские астрофизики заявили об обнаружении свидетельства производства в ядре Солнца аксионов — кандидатов на частицы тёмной материи[87].
- 19 октября — комета C/2013 A1 (Макнота) прошла на расстоянии 140 тысяч км от поверхности Марса[88].
- 23 октября — частное солнечное затмение[89].

### Ноябрь
- 12 ноября — спускаемый аппарат «Филы» (ЕКА) совершил посадку на комету Чурюмова — Герасименко[90]. Первая мягкая посадка на комету в истории.
- 24 ноября — космический корабль Союз ТМА-15М стартовал к международной космической станции. Экипаж в составе Антона Шкаплерова, Саманты Кристофоретти и Терри Вёртса[91].
- В конце месяца начались проверочные пуски протонов в детекторе LHCb Большого адронного коллайдера[92].

### Декабрь
- 1 декабря — первые в мире искусственные энзимы были созданы при использовании синтетической биологии[93].
- 3 декабря — японский космический зонд Хаябуса-2 запущен с космодрома Танэгасима к астероиду 1999 JU3[94].
- 6 декабря — космический корабль Новые горизонты вышел из режима гибернации в преддверии сближения с Плутоном[95].
- 13 декабря — в ЦЕРНе сообщили о целях перезапуска Большого адронного коллайдера в марте 2015 года: учёные собираются сконцентрироваться на поисках частиц тёмной материи и суперсимметрии[96][97].
- 31 декабря — учёные выяснили, что азиатские зубастые лягушки Limnonectes larvaepartus не откладывают яйца, а рожают головастиков живьём[98][99].

## Прогнозы
2014 год был датой прогноза развития науки и техники, сделанного Айзеком Азимовым в 1964 году.

## Награды

### Нобелевские премии
- Медицина и физиология — Джон О’Киф, Мей-Бритт Мозер и Эдвард Мозер — «За работы по клеточной биологии головного мозга»[101].
- Физика — Исаму Акасаки, Хироси Амано и Сюдзи Накамура — «За изобретение эффективных синих светодиодов, приведших к появлению ярких и энергосберегающих источников белого света»[102].
- Химия — Эрику Бетцигу, Штефану Хеллу и Уильяму Мёрнеру — «За разработку суперфлуоресцентной микроскопии»[103].
- Литература — Патрик Модиано — «За искусство памяти, благодаря которому он выявил самые непостижимые человеческие судьбы и раскрыл жизненный мир человека времен оккупации»[104].
- Премия мира — Малала Юсуфзай и Кайлаш Сатьяртхи — «За их борьбу против угнетения детей и молодёжи и за право всех детей на образование»[105].
- Экономика — Жан Тироль — «За анализ рынков и их регуляции»[106].

### Премия Бальцана
- Классическая археология: Марио Торелли[англ.] (Италия)
- Эпистемология и философия сознания: Ян Хакинг (Канада)
- Экология растений: Дэвид Тилман (США)
- Математика: Деннис Салливан (США)

### Премия Кавли
Лауреаты премии Кавли:
- По астрофизике: Алан Гут, Андрей Линде, Алексей Старобинский «за пионерские работы в теории космической инфляции»[107].
- По нанотехнологии: Томас Эббесен, Штефан Хелль, Джон Пендри «за вклад в оптическую микроскопию и имиджинг»[108].
- По неврологии: Бренда Милнер, Джон О’Киф, Маркус Райхль[англ.] «за открытие в мозге специализированных сетей, отвечающих за память и сознание»[108].

### Физика
- Премия Мильнера[109][110][111]:
  - Шварц, Джон Генри и Грин, Майкл — за открытие новых перспектив в квантовой гравитации и унификации сил.
  - Строминджер, Эндрю и Вафа, Камран — за многочисленные глубокие и революционные вклады в квантовую теорию поля, квантовую гравитацию, теорию струн и геометрию.
  - Фредди Качазо[нем.] — за раскрытия многочисленных структур, лежащих в основе амплитуд рассеяния в калибровочных теориях и гравитации.
  - Шираз Минвалла[англ.] — за его новаторский вклад в изучение теории струн и квантовой теории поля, в частности за его работы о связи между уравнениями газовой динамики и уравнениями Альберта Эйнштейна в общей теории относительности.
  - Вячеслав Рычков[нем.] — за разработку новых методов в конформной теории поля, возрождение программы конформного бутстрапа по ограничению спектра операторов и структурных констант в трёхмерных и четырёхмерных конформных теориях поля.
- Медаль Лоренца[112]
  - Берри, Майкл

### Математика
- Абелевская премия
  - Яков Григорьевич Синай — «за фундаментальный вклад в изучение динамических систем, эргодическую теорию и математическую физику».
- Филдсовская премия[113]
  - Артур Авила — «за глубинный вклад в теорию динамических систем, изменивший лицо этого направления благодаря идее использования понятия ренормализации как унифицирующего принципа».
  - Манджул Бхаргава — «за разработку новых мощных методов геометрии чисел и применении их к теории счётных колец малых рангов и для нахождения ограничений на средний ранг эллиптических кривых».
  - Мартин Хайрер — «за выдающийся вклад в теорию стохастических дифференциальных уравнений в частных производных, и, в частности, за создание для неё теории регулярности структур».
  - Мариам Мирзахани — «за выдающийся вклад в динамику и геометрию римановых поверхностей и в теорию их пространств модулей».
- Премия за прорыв в математике[114][115][116].
  - Максим Львович Концевич — за комплексный вклад в целый ряд областей математики, включая алгебраическую геометрию, теорию деформаций, симплектическую топологию, гомологическую алгебру и теорию динамических систем.
  - Саймон Керван Дональдсон — за революционные инварианты четырёхмерных многообразий, открытые им ещё аспирантом, и за работы по изучению соотношения между понятиями устойчивости в алгебраической геометрии и в глобальной дифференциальной геометрии применительно к многообразиям Фано[англ.] и расслоениям.
  - Джейкоб Лурье — за вклад в основания высшей теории категорий и производной алгебраической геометрии[англ.], за классификацию полностью протяжённых топологических квантовых теорий поля[англ.], а также модульно-теоретическую интерпретацию эллиптической когомологии[англ.].
  - Теренс Тао — за прорывной вклад в гармонический анализ, комбинаторику, дифференциальные уравнения в частных производных и аналитическую теорию чисел.
  - Ричард Тейлор — за серию прорывных работ по теории автоморфных форм, включая вклад в доказательство теоремы о модулярности (бывшей гипотезы Таниямы — Симуры — Вейля), вклад в доказательство локальной гипотезы Ленглендса[англ.] для полных линейных групп, а также вклад в подтверждение гипотезы Сато — Тейта[англ.].

### Информатика
- Премия Кнута — Ричард Липтон
- Премия Тьюринга — Майкл Стоунбрейкер — «за фундаментальный вклад в принципы и практики, лежащие в основаниях современных систем управления базами данных»[117].

### Большая золотая медаль имени М. В. Ломоносова
- Анатолий Пантелеевич Деревянко — за выдающийся вклад в разработку новой фундаментальной научной концепции формирования человека современного физического типа и его культуры.[источник не указан 3811 дней]
- Сванте Паабо — за выдающиеся заслуги в области палеогенетики и археологии.[источник не указан 3811 дней]

### Премия за прорыв в области медицины
Лауреатами премии 2014 года стали:
- Джеймс Эллисон из Онкологического центра Андерсона Техасского университета — за открытие способа блокады коингибиторной молекулы Т-клетки для эффективной терапии рака[119][120].
- Мэлон Делонг из Университета Эмори — за научное обоснование метода лечения болезни Паркинсона путём глубокой стимуляции мозга.
- Майкл Холл из биоцентра Базельского университета — за открытие MTOR- мишени иммунодепрессанта рапамицина и его роли в контроле роста клеток.
- Роберт Лангер из Массачусетского технологического института — за открытия, ведущие к созданию управляемых систем высвобождения лекарственных препаратов в организме больного и создание новых биоматериалов.
- Ричард Лифтон из Йельского университета — за открытие генов и биохимических механизмов, которые вызывают гипертонию.
- Александр Варшавский из Калифорнийского технологического института — за работы по изучению причин и молекулярных механизмов внутриклеточной деградации белка.

### Международная научная премия имени Виктора Амбарцумяна
- Феликс Агаронян — за выдающийся вклад в области астрофизики высоких энергий и физики космических ускорителей, и за ведущую роль в развитии стереосистемы черенковских телескопов[121], Игорь Караченцев, Брент Талли — за их фундаментальный вклад в космологии локальной вселенной[121].

### Международная премия по биологии
- Питер Крэйн[англ.] — таксономия и систематика.

## Скончались
- 15 февраля — Николай Вениаминович Каверин, советский и российский вирусолог, академик РАМН (род. 1933).
- 28 февраля — Ростислав Аполлосович Беляков, советский и российский авиаконструктор, генеральный конструктор ОКБ имени А. И. Микояна (род. 1919).
- 6 апреля — Георгий Иванович Родионенко, советский ботаник, систематик (род. 1913).
- 3 мая — Гэри Беккер, американский экономист, лауреат Нобелевской премии 1992 г. (род. 1930).
- 17 мая — Джералд Эдельман, американский иммунолог и нейрофизиолог, лауреат Нобелевской премии по физиологии и медицине (1972).
- 30 сентября — Мартин Льюис Перл, американский физик, лауреат Нобелевской премии по физике (1995).
- 13 ноября — Александр Гротендик, французский математик, входивший в группу «Николя Бурбаки», лауреат Филдсовской премии (1966).